# Comuna Płaska
Comuna Płaska este o comună (în poloneză: gmina) rurală în powiat Augustów, voievodatul Podlasia, Polonia.
Comuna acoperă o suprafață de 373,19 km² și are, potrivit datelor din anul 2006, o populație de 2.555.